# Kelet-Anglia uralkodóinak listája
Kelet-Anglia az egyike volt a hét történelmi angolszász királyságnak, amelyet az angolok alapítottak 571 előtt.

## Kelet-Anglia királyai (6. század–916)
| Portré/Érme                                                 | Uralkodó             | Névváltozat                 | Uralkodott | Címe                                                                     | Megjegyzés                                           |
| ----------------------------------------------------------- | -------------------- | --------------------------- | ---------- | ------------------------------------------------------------------------ | ---------------------------------------------------- |
|                                                             | Wehha                |                             | ?–571      | VVEHHA VVILHELMING ESTANGLE CYNING VVEHHA REX ANGLORVM ORIENTALIVM       | -                                                    |
|                                                             | Wuffa                |                             | 571–578    | VVFFA VVEHHING ESTANGLE CYNING VVFFA REX ANGLORVM ORIENTALIVM            | Wehha fia.                                           |
|                                                             | Tyttla               | Tytila                      | 578–593    | TYTTLA VVFFING TYTTLA REX ANGLORVM ORIENTALIVM                           | Wuffa fia.                                           |
|                                                             | Rædwald              | Redwald                     | 593–624    | RÆDVVALD TYTTLING ESTANGLE CYNING RÆDVVALD REX ANGLORVM ORIENTALIVM      | Tyttla fia. Született: 560 k..                       |
|                                                             | Eni                  | Ennius                      | 617–618    | ENI TYTTLING ESTANGLE CYNING ENI REX ANGLORVM ORIENTALIVM                | Tyttla fia.                                          |
|                                                             | Eorpwald             | -                           | 624–627    | EORPVVALD RÆDVVALDING ESTANGLE CYNING EORPVVALD REX ANGLORUM ORIENTALIUM | Rædwald fia.                                         |
|                                                             | Richberht            | Richbryht                   | 627–629    | RICBRYHT REX ANGLORUM ORIENTALIUM                                        | ?                                                    |
|                                                             | Szent Sigeberht      | Sigebert Sigebryht          | 629–634    | SIGEBRYHT RÆDVVALDING ESTANGLE CYNING SIGEBRYHT REX ANGLORVM ORIENTALIVM | Rædwald mostohafia. Lemond. Megh.: 636.              |
|                                                             | Ecgric               |                             | 634–636    | ECGRIC ESTANGLE CYNING ECGRIC REX ANGLORVM ORIENTALIVM                   | Rædwald mostohafia.                                  |
|                                                             | Anna                 | Onna                        | 636–654    | ANNA ENING ESTANGLE CYNING ANNA REX ANGLORVM ORIENTALIVM                 | Eni fia. (Nem női név!)                              |
|                                                             | Æthelhere            | Aethelhere                  | 654–655    | ÆÞELHERE ENING ESTANGLE CYNING ÆÞELHERE REX ANGLORVM ORIENTALIVM         | Eni fia. Megh. 655. XI. 15-én.                       |
|                                                             | I. Æthelwald         | Æthelwold                   | 655–664    | ÆTHELVVOLD ENING ESTANGLE CYNING ÆÞELVVOLD REX ANGLORVM ORIENTALIVM      | Eni fia.'                                            |
|                                                             | Ealdwulf             | Aldwulf                     | 664–713    | EALDVVLF ESTANGLE CYNING EALDVVLF REX ANGLORVM ORIENTALIVM               | Eni unokája.                                         |
|                                                             | Ælfwald              |                             | 713–749    | ÆLFVVALD ESTANGLE CYNING ÆLFVVALD REX ANGLORVM ORIENTALIVM               | Ealdwulf fia.                                        |
|                                                             | Hun                  |                             | 749–754    | HVN ANGLORUM ORIENTALIUM                                                 | Ælfwald fia.                                         |
|                                                             | Beorna               | Beonna Benna Beanna Beornus | 749–?      | BEORNA ESTANGLE CYNING BEORNA REX ANGLORVM ORIENTALIVM                   | -                                                    |
|                                                             | I. Æthelberht        | Alberht Ethælbert           | 749–759    | ALBERHT ANGLORVM ORIENTALIVM                                             | -                                                    |
|                                                             | I. Æthelred          |                             | 759–779    | ÆÞELRED ESTANGLE CYNING ÆÞELRED REX ANGLORVM ORIENTALIVM                 | -                                                    |
|                                                             | II. Szent Æthelberht | Aethelbryht                 | 779–794    | ÆÞELBRYHT ESTANGLE CYNING ÆÞELBRYHT REX ANGLORVM ORIENTALIVM             | I. Æthelred fia. Megh. 794. V. 20-án.                |
| 794–796 között merciai királyok uralkodnak Kelet-Angliában. |                      |                             |            |                                                                          |                                                      |
|                                                             | Eadwald              |                             | 796–798    | EADVVALD ESTANGLE CYNING EADVVALD REX ANGLORVM ORIENTALIVM               | Hun unokája.                                         |
| 798–825 között merciai királyok uralkodnak Kelet-Angliában. |                      |                             |            |                                                                          |                                                      |
|                                                             | I. Æthelstan         |                             | 826–839    | ÆÞELSTAN ESTANGLE CYNING ÆÞELSTAN REX ANGLORVM ORIENTALIVM               | -                                                    |
|                                                             | Æthelweard           |                             | 839–854    | ÆÞELVVEARD ESTANGLE CYNING ÆÞELVVEARD REX ANGLORVM ORIENTALIVM           | -                                                    |
|                                                             | I. Szent Eadmund     | Edmund                      | 854–869    | EADMVND ESTANGLE CYNING EADMVND REX ANGLORVM ORIENTALIVM                 | - Született: 841., megh. 869. XI. 20-án.             |
|                                                             | Norsei Oswald        |                             | 869–876    | OSVVALD ESTANGLE CYNING OSVVALD REX ANGLIÆ ORIENTALIS                    | -                                                    |
|                                                             | II. Æthelred         |                             | 876–879    | ÆÞELRED ESTANGLE CYNING ÆÞELRED REX ANGLIÆ ORIENTALIS                    | -                                                    |
|                                                             | I. Öreg Guthrum      | Gorm                        | 879–890    | AÞELSTAN ESTANGLE CYNING AÞELSTAN REX ANGLIÆ ORIENTALIS                  | Más néven: II. Æthelstan. (Megkeresztelkedése után.) |
|                                                             | Eohric               | Eric                        | 890–902    | ERIC ESTANGLE CYNING ERIC REX ANGLIÆ ORIENTALIS                          | -                                                    |
|                                                             | II. Æthelwald        | Æthelwold                   | 902        | AÞELWALD ESTANGLE CYNING AÞELWALD REX ANGLIÆ ORIENTALIS                  | Ælfred wessexi király fia. Megh. 902. XII.-ében.     |
|                                                             | II. Guthrum          |                             | 902–916    | GUTHRUM ESTANGLE CYNING GUTHRUM REX ANGLIÆ ORIENTALIS                    | -                                                    |
| 916-tól wessexi királyok uralkodnak Kelet-Angliában.        |                      |                             |            |                                                                          |                                                      |

## Külső hivatkozások
- History Files: The East Engle